# Gil Vicente
Gil Vicente (n. 1465 — d. 1536) este considerat primul mare dramaturg portughez. Activitatea sa literară este cuprinsă între anii 1502 și 1536.
Anul 1465, dată propusă de Queirós Veloso, este cel mai adesea considerat ca fiind anul în care s-a născut Gil Vicente. Totuși, Braamcamp Freire a propus anul 1460, în timp ce Brito Rebelo a propus că anul nașterii lui Gil VIcente ar fi între 1470 și 1475. Însă operele lui Vicente indică date contradictorii. În Velho da Horta ("Bătrânul din gradina cu plante"), Floresta de Enganos ("Pădurea greșelilor"), și Auto da Festa ("Auto-ul petrecerii") dramaturgul mentionează că s-ar fi născut la anii 1452, 1470, și respectiv înainte 1467. Din 1965, când festivități oficiale au comemorat 500 de ani de la nașterea scriitorului, anul 1465 a fost acceptat de cei mai mulți ca fiind anul nașterii lui Gil Vicente.

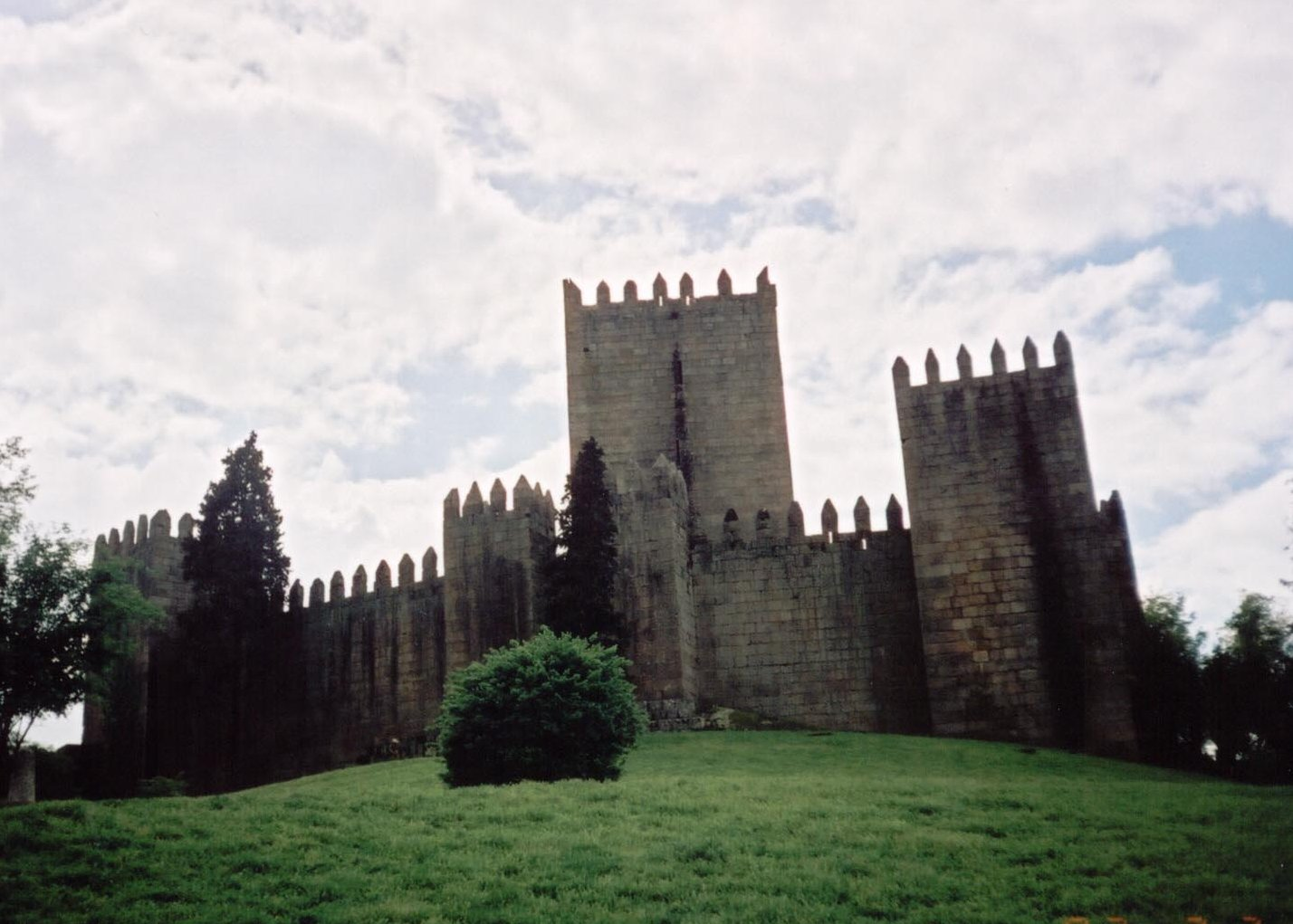
Guimarães, unul din locurile unde se presupune că s-ar fi născut dramaturgul

## Gil Vicente și originile teatrului în Portugalia
Teatrul vicentin este inspirat de viața de la curte. Prima sa piesă, Monólogo do Vaqueiro (Monologul văcarului), este făcută pentru a celebra nașterea prințului moștenitor.
În toată Europa se dădeau reprezentații de Crăciun și de Paști, cu caracter sacru, în care figurau, alături de Sfânta Fecioară și de Sfântul Iosif, îngeri, diavoli, profeți, păstori și diferite figuri alegorice. Mai există un gen de teatru comic foarte practicat, având un bogat repertoriu alcătuit din farse pe teme luate din viața de toate zilele. Este vorba de sotties, a căror protagoniști erau cei săraci cu duhul. Dar în Portugalia au existat, mult înainte de Gil Vicente, unele forme de reprezentații populare, mai ales de tipul farselor. Chiar dacă ele n-au constituit punctul său de plecare imediat, este neîndoios faptul că teatrul lui Gil Vicente și-a însușit aceste elemente tradiționale cărora le datorează foarte mult.

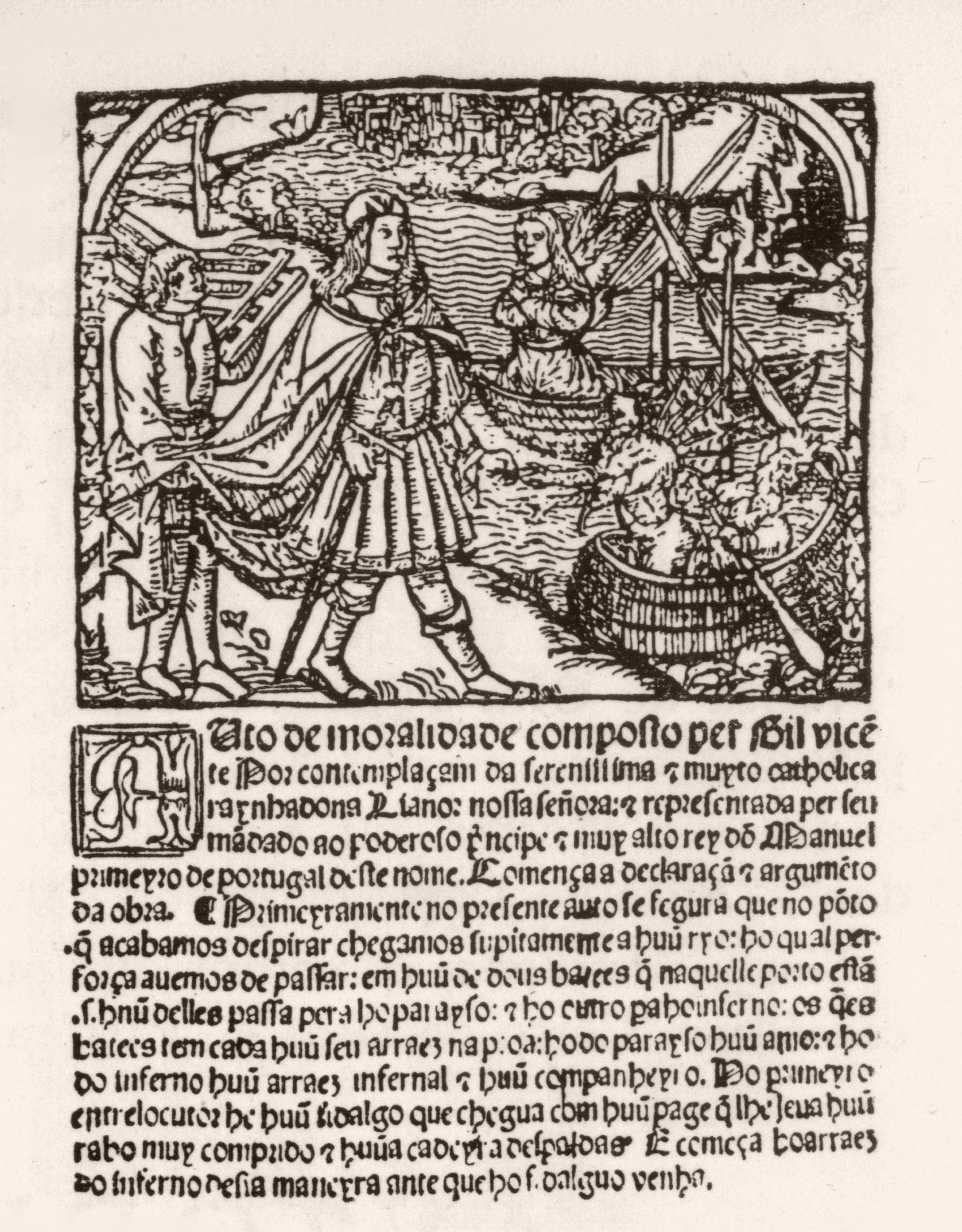
Ilustraţie a ediţiei orginale a Auto da Barca do Inferno

## Structura teatrului vicentin

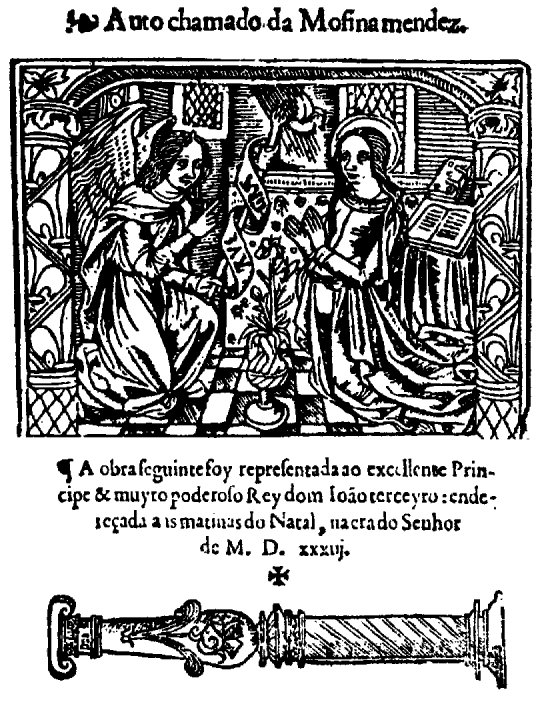
Auto de Mofina Mendes

Nu trebuie să căutăm la Gil Vicente, care n-a cunoscut teatrul grec și latin, ceea ce ne oferă teatrul clasic, teatrul shakespearean sau teatrul modern: desfășurarea unor conflicte psihologice în jurul unei acțiuni centrale care pune caracterele la încercare. Gil Vicente nu este preocupat de unitate de acțiune (și cu atât mai puțin de cea de loc sau de timp) și nici de studiul psihologiei personajului. Auto-urile (lucrare dramatică) sale sunt alcătuite, în genere, din tablouri alegorice care servesc drept pretext pentru a trece în revistă tipuri sociale foarte variate caracterizate în mod magistral, dar nu în raport unele cu altele. Fiecare personaj reprezintă un mediu social anume.

## Satira vicentină
Critica vicentină coincide în parte cu nemulțumirea seniorilor rurali care se plâng de faptul că pământurile sunt abandonate. Nimeni nu mai vrea să trăiască din muncă cinstită, toți aleargă la curte pentru a fi înnobilați și a lenevi în pace. Toți vor să fie „ai suveranului”.
Dar Gil Vicente atrage atenția și asupra condițiilor mizerabile în care trăiește țăranul, victimă a seniorului feudal. În Auto da Barca do Inferno (Auto-ul bărcii infernului), plugarul, care, ca și seniorul, se consideră fiul lui Adam, se plânge: „Noi suntem viața oamenilor și moartea vieților noastre”. În Romagem de Aravados, João Murtinheira îndrăznește să-l acuze pe Dumnezeu că-i persecută pe săraci. Nobilimea este aspru biciută pentru înfumurarea ei și mai ales pentru pretenția de a trăi trândăvind pe spinarea altuia în Farsa dos Almocreves (Farsa birjarilor).

Gil Vicente-portret

## Gil Vicente, poet
Multe din auto-urile lui Gil Vicente pot fi luate drept poeme dramatizate, mai ales auto-urile religioase. În anumite auto-uri profane, ca Triunfo do Inverno, Gil Vicente practică un gen de poezie de o calitate excepțională pentru acea vreme, o poezie în care cântă nu numai subiectul contemplativ, ci întreaga forță vitală a naturii, omul apărând ca o particulă integrantă a acesteia. Pentru a-și îmbogăți poemele dramatice, Gil Vicente a cules o serie de cântece, de legende, de obiceiuri, de practici magice și de forme verbale ce aparțin limbajului popular, care transformă piesele sale în prețioase documente folclorice.

## Simbolism și realism în teatrul vicentin
Gil Vicente reușește să ne dea o galerie de tipuri caracterizate magistral. El este uimitor în surprinderea expresiilor tipice și revelatorii ale automatismelor psihologice, ale unor concepții de viață, ticuri profesionale etc. A reușit chiar să redea foarte veridic limbajul servitorilor (Comédia de Rubena).
Gil Vicente se situează totuși în afara tendinței realiste ce caracterizează arta Renașterii în general; are mult mai multe afinități cu pictura lui Hyeronimus Bosch (vezi Tentațiile Sfântului Anton în Muzeul Janelas Verdes din Lisabona) decât cu cea a lui Michelangelo, profund cunoscător al formelor umane. 
Caricaturalul și grotescul, practicate în Evul Mediu contrastau cu stilul în care erau tratate figurile nobile (îngeri, sfinți, etc.) ale căror contururi geometrice, schematice, erau învăluite în lumină. Arta medievală se caracterizează, în general prin contrastul dintre grotesc și angelic, dintre puritatea Cerului și impuritatea Pământului, dintre Dumnezeu și Diavol identificat cu păcatul și lumea pământească. Astfel, grotescul caricatural se definește în funcție de anumite valori atemporale și aspațiale, imposibil de exprimat altfel decât prin simboluri.
Gil Vicente ne-a lăsat un impresionant rezumat al aceste concepții despre artă și viață în Auto da Alma, care este o „catedrală gotică” în versuri dramatice. Caricatura grotescă a diavolului, meșter în ale vicleșugurilor, înfruntă aici puritatea eternă a Îngerului. Sufletul este duplicitar, iar auto-ul se transformă aproape în comedie atunci când Sufletul și Diavolul încep să cadă la învoială. Dar moartea lui Cristos purifică Sufletul, ceea ce readuce auto-ul pe un plan auster și pur simbolic.

## Școala vicentină
În ultimii ani ai vieții lui Gil Vicente, apare un teatru popular de inspirație medievală, construit din farse, auto-uri religioase și auto-uri cavalerești. Acest teatru se dezvoltă ulterior. Influența vicentină s-a manifestat la Antonio Ribeiro Chiado, care a zugrăvit cu mult realism tipuri și moravuri populare, este sensibilă și la alți autori. Dar această influență nu mai este atât de clară în cazul lui Antonio Prestes, autor al piesei Auto da Ave Maria.

## Operă

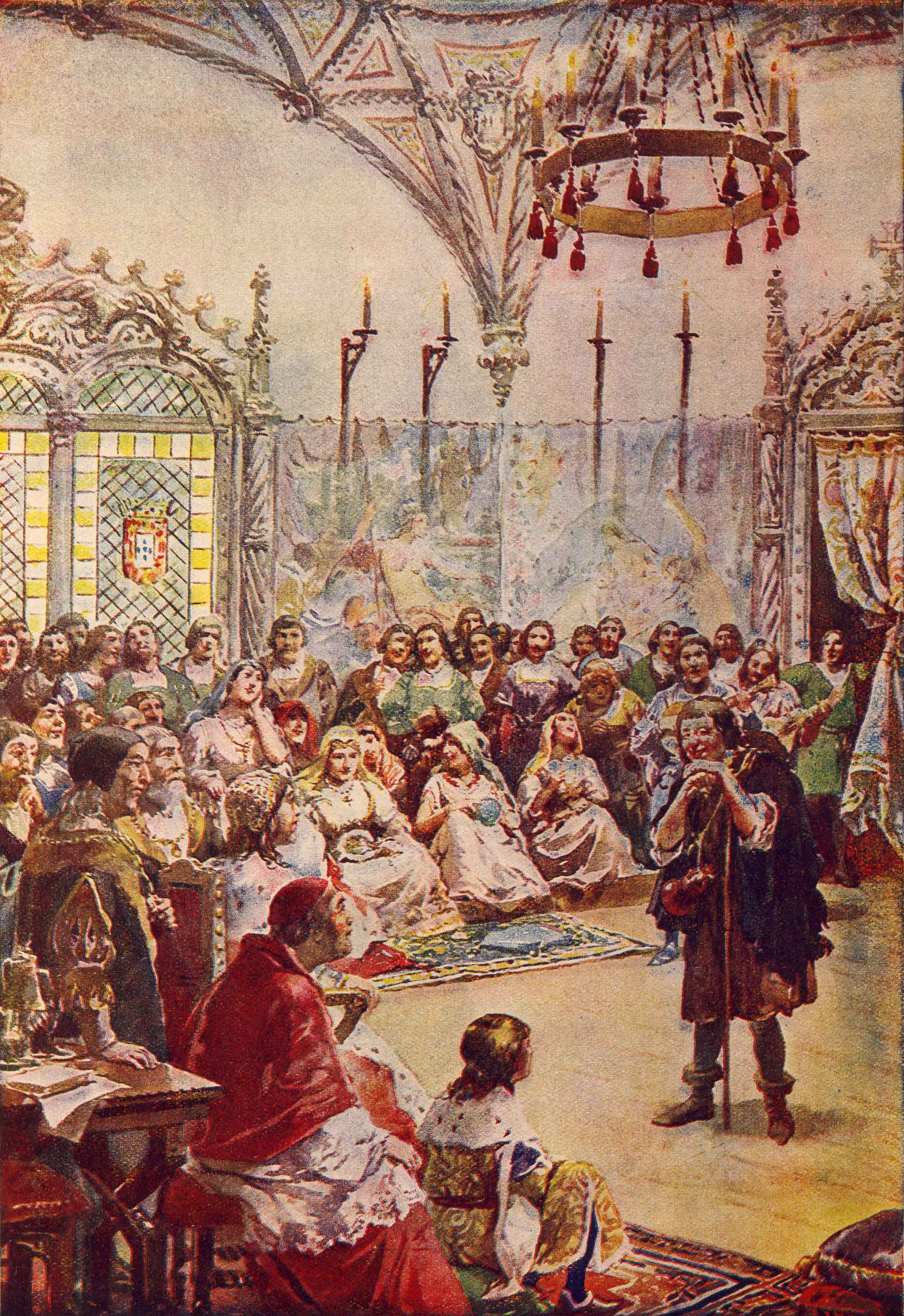
O Monólogo do vaqueiro(Monologue of the Cowherd), as it would have been acted by Gil Vicente himself, according to the vision of the painter Roque Gameiro.

- Auto do Vaqueiro ou Auto da Visitação (1502)
- Auto Pastoril Castelhano (1502)
- Auto dos Reis Magos (1503)
- Auto de São Martinho (1504)
- Quem Tem Farelos? (1505)
- Auto da Alma (1508)
- Auto da Índia (1509)
- Auto da Fé (1510)
- O Velho da Horta (1512)
- Exortação da Guerra (1513)
- Comédia do Viúvo (1514)
- Auto da Fama (1516)
- Auto da Barca do Inferno (1517)
- Auto da Barca do Purgatório(1518)
- Auto da Barca da Glória (1519)
- Cortes de Júpiter (1521)
- Comédia de Rubena (1521)
- Farsa de Inês Pereira (1523)
- Auto Pastoril Português (1523)
- Frágua de Amor (1524)
- Farsa do Juiz da Beira (1525)
- Farsa do Templo de Apolo (1526)
- Auto da Nau de Amores (1527)
- Auto da História de Deus (1527)
- Tragicomédia Pastoril da Serra da Estrela (1527)
- Farsa dos Almocreves (1527)
- Auto da Feira (1528)
- Farsa do Clérigo da Beira (1529)
- Auto do Triunfo do Inverno (1529)
- Auto da Lusitânia, intercalado com o entremez Todo-o-Mundo e Ninguém (1532)
- Auto de Amadis de Gaula (1533)
- Romagem dos Agravados (1533)
- Auto da Cananea (1534)
- Auto de Mofina Mendes (1534)
- Floresta de Enganos (1536)